# Шассерио, Фредерик-Виктор-Шарль
Фредерик Виктор Шарль Шассерио (фр. Frédéric-Victor-Charles Chassériau, 20 февраля 1807, Сан-Доминго — 21 июля 1881, Париж) — французский юрист, государственный советник и военно-морской историк, аболиционист.

## Биография
В 1823-1824 годах он находился в составе французской миссии в вест-индских колониях и латиноамериканских государствах, организованной Франсуа Рене де Шатобрианом, которую возглавлял его отец, Бенуа Шассерио; по итогам этой миссии он написал свой первый очерк, Souvenirs de Voyage à la Martinique et à Colombia en 1824, опубликованный затем в Кале. Приехав в Париж, он получил юридическое образование и начал работать помощником адвоката у Августина Даниэля Бельяра, под началом которого его отец служил во время египетского похода Наполеона I.
С 1830 по 1852 год он служил в историческом отделе Министерства морских дел и колоний. Первые восемь лет был клерком, но за свои труды в 1839 году получил официальное назначение военно-морским историком, занимая эту должность следующие четырнадцать лет, из которых почти семь был начальником штаба при нескольких военно-морских министрах (с 1840 по 1843 и с 1848 по 1852). С 1845 по 1848 год, в 1852 году и с 3 июля 1857 по 1879 год был членом государственного совета (в последнем совете курировал вопросы армии, флота, колоний и Алжира). Во время Крымской войны входил в состав комиссии по трофеям. Как юрист он участвовал в работе комиссии по составлению судебных кодексов для армии и флота при Наполеоне III. В 1871 году, после свержения Наполеона III, ему было предложено баллотироваться в парламент, однако он, будучи верен старым порядком, категорически отказался и ушёл в частную жизнь. 
Его научные исследования были посвящены истории французского флота, юриспруденции, а также истории отмены рабства в британских колониях. Он активно выступал за отмену рабства и во французских колониях, что произошло в 1848 году при его непосредственном участии. Владел испанским и английским языками. Имел множество государственных наград, в том числе в 1849 году стал офицером Ордена Почётного легиона.
Его главные работы: «Précis de l’abolition de l’éschlavage dans les colonies anglaises» (Париж, 1841; написана в период с 1839 по 1840 год), «Précis historique de la marine française, son organisation et ses lois» (1845), «Vie de l’amiral Duperré» (1848).